# Alison Butler
Alison Butler (* 19. November 1954 in Chicago, Illinois als Alison Matthys) ist eine US-amerikanische Chemikerin (Bioanorganische Chemie, Metallobiochemie) an der University of California, Santa Barbara.

## Leben und Wirken
Butler wuchs in Silver Spring, Maryland, und La Jolla, Kalifornien, auf. Sie erwarb 1977 am Reed College einen Bachelor in Chemie und 1982 bei Robert G. Linck und Teddy G. Traylor an der University of California, San Diego mit der Arbeit Substitution kinetics and photochemistry of Fe (II) and Fe (III) complexes of the tetraaza macrocycle, TIM einen Ph.D. in Chemie. Als Postdoktorandin arbeitete sie bei Joan S. Valentine an der University of California, Los Angeles und bei Harry B. Gray am California Institute of Technology.
Seit 1986 gehört sie zum Lehrkörper der University of California, San Diego. Hier ist sie (Stand 2024) Distinguished Professor in der Abteilung für Chemie und Biochemie.
Butler ist vor allem für ihre Arbeiten zu Übergangsmetallen im Meerwasser und zu bakteriellen Siderophoren bekannt. Laut Google Scholar hat sie einen h-Index von 66, laut Datenbank Scopus einen von 58 (jeweils Stand Juni 2024).
Alison Butler ist gewähltes Mitglied mehrerer wissenschaftlicher Gesellschaften und Akademien: Seit 1997 ist sie Fellow der American Association for the Advancement of Science, seit 2012 Fellow der American Chemical Society, seit 2019 Mitglied der American Academy of Arts and Sciences und Fellow der Royal Society of Chemistry und seit 2022 Mitglied der National Academy of Sciences.
Von 2012 bis 2014 war sie Präsidentin der Society for Biological Inorganic Chemistry.
Sie erhielt zahlreiche Auszeichnungen, darunter 2018 den Alfred Bader Award in Bioinorganic or Bioorganic Chemistry der American Chemical Society (ACS), 2022 den Chemical Pioneer Award des American Institute of Chemists, 2022 den Tolman Award der Abteilung Südkalifornien der ACS, 2022 die William H. Nichols Medal der Abteilung New York der ACS und 2023 den ACS Award for Distinguished Service in the Advancement of lnorganic Chemistry, ebenfalls der ACS.